# 陸安橋
陸安橋位於重慶市萬州區甘寧鎮青龍瀑布風景區，文物遺址年代為清代，2009年12月15日列為第二批重慶市文物保護單位。